# 412-es busz
A 412-es jelzésű autóbusz a budapesti agglomerációban közlekedő helyközi járat, a budapesti Stadion autóbusz-pályaudvart és Hatvant köti össze.

## Megállóhelyei
| 0                             | Budapest, Stadion autóbusz-pályaudvar végállomás    | 19 | 1, 1A 73, 75, 77, 80 95, 130, 195 396, 397, 398, 399, 400, 402, 410, 414, 422, 424, 430, 432, 434, 435, 436, 437, 438, 439, 440, 441, 442, 485, 486 1020, 1021, 1024, 1031, 1034, 1037, 1039, 1040, 1044, 1045, 1046, 1049, 1050, 1052, 1053, 1054, 1060, 1063, 1066, 1067, 1068, 1069, 1070, 1075, 1076, 1077, 1078 |
| 1                             | Budapest, Kacsóh Pongrác út                         | 18 | 1, 1A, 3, 69 72, 74, 74A, 82 25, 32, 225 396, 397, 398, 399, 402, 414, 422, 424, 432, 434, 435, 436, 437, 438, 439, 442 1020, 1021, 1024, 1031, 1034, 1037, 1039, 1040, 1044, 1045, 1046, 1049, 1050, 1052, 1053, 1054, 1063, 1066, 1067, 1068, 1069, 1076                                                           |
| 2                             | Budapest, Szerencs utca                             | 17 | 96, 124, 225, 296, 296A 396, 397, 398, 399, 402, 414, 422, 424, 432, 434, 435, 436, 437, 438, 439, 442 1020, 1021, 1024, 1031, 1034, 1037, 1039, 1040, 1044, 1045, 1046, 1049, 1050, 1052, 1053, 1054, 1063, 1066, 1067, 1068, 1069, 1076                                                                            |
| Budapest közigazgatási határa |                                                     |    | |
| 3                             | Gödöllő, Haraszti út                                | 16 | 402, 422, 442, 450, 451, 452, 453, 454, 455, 464 1052, 1076 |
| 4                             | Gödöllő, Idősek Otthona                             | 15 | 402, 422, 432, 442, 450, 451, 452, 453, 454, 455, 464 1052, 1076 |
| 5                             | Gödöllő, Széchenyi István utca                      | 14 | 402, 422, 432, 442, 450, 451, 452, 453, 454, 455, 464 1052, 1076 |
| 7                             | Gödöllő, Szökőkút                                   | 12 | 317, 324, 402, 432, 422, 442, 446, 447, 448, 450, 451, 452, 453, 454, 455, 464, 466, 470, 471, 472, 473, 474, 475, 476, 477, 478, 479 1052, 1076 |
| 8                             | Gödöllő, autóbusz-állomás                           | 11 | 317, 324, 402, 404, 405, 406, 407, 410, 422, 426, 430, 432, 440, 441, 442, 444, 446, 447, 448, 450, 451, 452, 454, 455, 461, 463, 464, 465, 466, 468, 469, 470, 471, 472, 473, 474, 475, 476, 477, 478, 479 1040, 1049, 1052, 1076, 1077, 1078                                                                       |
| 9                             | Gödöllő, Egyetem                                    | 10 | 402, 404, 405, 406, 407, 410, 422, 426, 430, 432, 461, 463, 468, 469, 470, 471, 472, 474 |
| 10                            | Gödöllő, Máriabesnyő vasúti megállóhely bejárati út | 9  | 402, 404, 405, 406, 407, 410, 422, 426, 430, 432, 461, 463, 469, 474 S80 InterRégió |
| 11                            | Domonyvölgy                                         | 8  | 402, 404, 405, 406, 407, 410, 422, 426, 430, 432, 461 1040, 1049, 1052 |
| 12                            | Bagi elágazás                                       | 7  | 402, 404, 405, 406, 407, 408, 409, 410, 422, 424, 426, 430, 432, 434, 435, 436, 437, 438, 439, 458, 461 1040, 1049, 1052 |
| 13                            | Aszód, Kossuth Lajos utca 2.                        | 6  | 342, 347, 348, 405, 407, 408, 409, 410, 422, 424, 426, 428, 430, 432, 434, 435, 436, 437, 438, 439, 457, 458, 459, 460, 461 1040, 1049, 1052 |
| 14                            | Aszód, vasútállomás bejárati út                     | 5  | 342, 347, 348, 405, 407, 408, 409, 410, 422, 424, 426, 428, 430, 434, 436, 437, 438, 439, 457, 458, 459, 460, 461 |
| 15                            | Aszód, Bethlen Gábor utca                           | 4  | 348, 410 1040, 1049, 1052 |
| 16                            | Kerekharaszt                                        | 3  | 348, 410, 414 1040, 1049, 1052 |
| 17                            | Hatvan, Rákóczi út                                  | 2  | 406, 407, 409, 410, 414 1040, 1052 |
| 18                            | Hatvan, Zöldfa vendéglő                             | 1  | 348, 406, 407, 409, 410, 414 1040, 1049, 1052 |
| 19                            | Hatvan, autóbusz-pályaudvar végállomás              | 0  | 348, 406, 407, 409, 410, 414 1037, 1039, 1040, 1049, 1052, 1063 1, 2, 3, 3A, 4, 6, 7, 9 S80 S780 S820 InterRégió, expresszvonat |